# Korpral McB - anmäld saknad
Korpral McB - anmäld saknad (originaltitel: The Beguiled) är en amerikansk dramafilm från 1971 i regi av Don Siegel. Handlingen utspelar sig år 1863 under amerikanska inbördeskriget.
En svårt sårad  nordstatssoldat, korpral John McBurney, påträffas i fiendeland i Mississippi av en ung flickskoleelev vid Martha Farnsworth's Seminary for Young Ladies. Mrs Farnsworth tänker först överlämna korpralen till sydstatsarmén men låter McBurney få en fristad i ett rum på skolan för att återfå hälsan. Kärleksintriger och svartsjuka bland personal och elever leder dock till ödesdigra konsekvenser.
Filmen visades på svensk TV första gången sommaren 1991.
2017 kom en nyinspelning, De bedragna, i regi av Sofia Coppola.

## Skådespelare i urval
- Clint Eastwood – John McBurney
- Geraldine Page – Martha Farnsworth
- Elizabeth Hartman – Edwina
- Jo Ann Harris – Carol
- Darleen Carr – Doris
- Mae Mercer – Hallie
- Pamelyn Ferdin – Amy